# Ли Донхэ
Ли Дон Хэ (кор. 이동해; англ. Lee Donghae; род. 15 октября 1986, Мокпхо, Чолла-Намдо) — южнокорейский певец, танцор, рэпер и автор песен, а также модель и актёр. Он является одним из главных танцоров бойз-бэнда Super Junior и в подгруппах Super Junior-M и Donghae & Eunhyuk. Вместе с четырьмя другими участниками группы — первый корейский исполнитель, появившийся на китайских почтовых марках.

## Карьера
Донхэ родился в Мокпхо, Чолла-Намдо 15 октября 1986 года. Первоначально он хотел стать спортсменом, но под влиянием отца, который когда-то хотел стать певцом, Донхэ после долгих раздумий решил попробовать себя в этом ремесле. Первое прослушивание он не прошёл, но в 2001 году Донхэ подписал контракт с SM Entertainment вскоре после того, как совместно с будущим партнером Ли Сонмином выиграл награду на третьем ежегодном SM Youth Best Contest. Затем долгое время он пробыл стажером в SM; он посещал курсы вокала, хореографии, а затем должен был дебютировать в бойз-бэнде Smile из пяти участников, с будущим согруппником Итыком, но идея не была реализована.
В 2004 году Ли Донхэ вместе с Итыком и ещё 10 стажёрами образовали группу Super Junior’05. Суффикс 05 по задумке Ли Сумана означал первое поколение Суджу, а состав группы должен был ежегодно обновляться вместе с суффиксом. Группа впервые дебютировала в шоу, которое показывало различные танцевальные направления, но шоу не транслировалось вплоть до 26 мая 2006 г. В ноябре 2005 года, за несколько дней до дебюта группы, Донхэ засветился на канале SBS в «There Is There».

### 2005—2006: Дебют с Super Junior
Ли Донхэ официально дебютировал в составе группы Super Junior’05 6 ноября 2005 года на канале SBS в музыкальной программе Popular Songs с синглом «TWINS (Knock Out)». Цифровой сингл, состоящий из пяти треков, был выложен для онлайн доступа 8 ноября 2005 г. Первый альбом, Super Junior 05 (TWINS), вышел через месяц и за четыре недели разошёлся тиражом в 28 536 копий, что позволило ему занять 3-е место в декабрьском чарте. В том же месяце они записали совместный сингл с группой DBSK «Show Me Your Love», который стал самым продаваемым синглом декабря 2005 г. В марте 2006 года СМ начал набирать новых участников для следующего поколения Super Junior. Однако планы изменились, и компания объявила об окончании формирования будущих поколений Super Junior. После присоединения тринадцатого участника, Кюхёна, группа опустила суффикс «05» и стала официально называться Super Junior. Первый компакт-диск группы с синглом «U» был выпущен 7 июня 2006 года. Он был самым успешным вплоть до выпуска «Sorry, Sorry» в марте 2009 года.

### 2007—2008: Подгруппа Super Junior-M
Официальный дебют Донхэ как актера был в июле 2007 года, когда вышел дебютный фильм Super Junior «Нападение на золотых мальчиков». Донхэ играет ученика средней школы и близкого друга Ким Кибома, который расследует таинственное нападение на симпатичных и популярных мальчиков из разных школ города. В конце 2007 года Донхэ снялся в клипе Girls Generation «Kissing You». Кроме того, Донхэ и Кюхён снялись и спели в рекламе средства для умывания «Happy Bubble» с актрисой Хан Чжимин. В апреле 2008 года Донхэ стал одним из семи членов подгруппы Super Junior-M, которая выступает в жанре Mandopop. Подгруппа Super Junior нацелена на китайский рынок. Super Junior-M дебютировали на своей первой музыкальной передаче с песней «U». Первый альбом группы, «Me», вышел в апреле 2008 г., в том же месяце вышла корейская версия альбома, куда были включены 3 бонус-трека на корейском. В мае 2008 г. «Me» вышел и в других азиатских странах. Альбом дебютировал на первой позиции во всех главных чартах Китая.

### 2009—2011: Актерское мастерство и «Oppa, Oppa»
В 2009 году Донхэ вместе с ещё одним участником группы Шивоном снялся в клипе тайваньской певицы Ариэль Линь «Firefly». В июле он исполнил свою первую композицию «Beautiful» на Super Show 2, которая была выпущена в концертном альбоме Super Show 2. Он также играл влюбленного в Чжан Лиинь в её клипе «Moving On», выпущенный 19 октября 2009 года. В 2010 году Донхэ пишет музыку к песне «A Short Journey» на стихи Ынхёка. Песня была выпущена на переизданной версии альбома «Bonamana». В ноябре он сыграл одного из трёх братьев, Чхвэ Укджи в дораме SBS «Не бойся, доченька». Он также является композитором песни «Just Like Now», которую исполняет дуэтом с участником группы Рёуком.
В 2011 году Донхэ исполнил композицию на 8-м Азиатском фестивале песни «Мечты сбываются» вместе с Сохён из Girls Generation. Песня была выпущена 11 октября 2011 года в качестве цифрового сингла. Средства, вырученные от продажи, были пожертвованы ЮНИСЕФ, чтобы помочь детям в африканских странах.
В 2011 году Ли Донхэ снова снялся с коллегой по цеху Шивоном в тайваньской дораме «Skip Beat!» с Иви Чен. Это киноадаптаация японской сёдзё-манги «Skip Beat!» японской мангаки Ёсики Накамуры. Съемки проходили в Тайване в течение четырёх месяцев. Также Донхэ и Шивон приняли участие в пресс-конференции в Тайбэе 14 декабря для презентации дорамы. Он исполнил финальную песню дорамы «This is Love» вместе с участником Super Junior-M Генри Лау.
Ли Донхэ сотрудничал с One Way’s Chance для создания четырёх песен: «Strong Heart Logo Song», «Y», выпущенной на их пятом альбоме Mr. Simple, « I Wanna Love You», впервые исполненной на Super Show 3 и выпущенной на концертном альбоме Super Show 3, и «Oppa, Oppa». Он также написал музыку к песне для ShimShimTamPa радио. Он сотрудничал с As One, чтобы помочь написать «Only U», которая была выпущена в виде цифрового сингла 16 января 2012 года, а также он выступил в качестве рэпера.
16 декабря 2011 года Донхэ и Ынхек выпустили цифровой сингл «Oppa, Oppa»; они впервые исполнили её на сеульском концерте Super Junior в Super Show 4 19 ноября 2011 года. Это был дебют их дуэта. Песня была также выпущена на японском языке с оригинальным японским клипом 4 апреля 2012 года.

### 2012—2015: Актерские роли, написание и сочинение текстов, призыв в армию

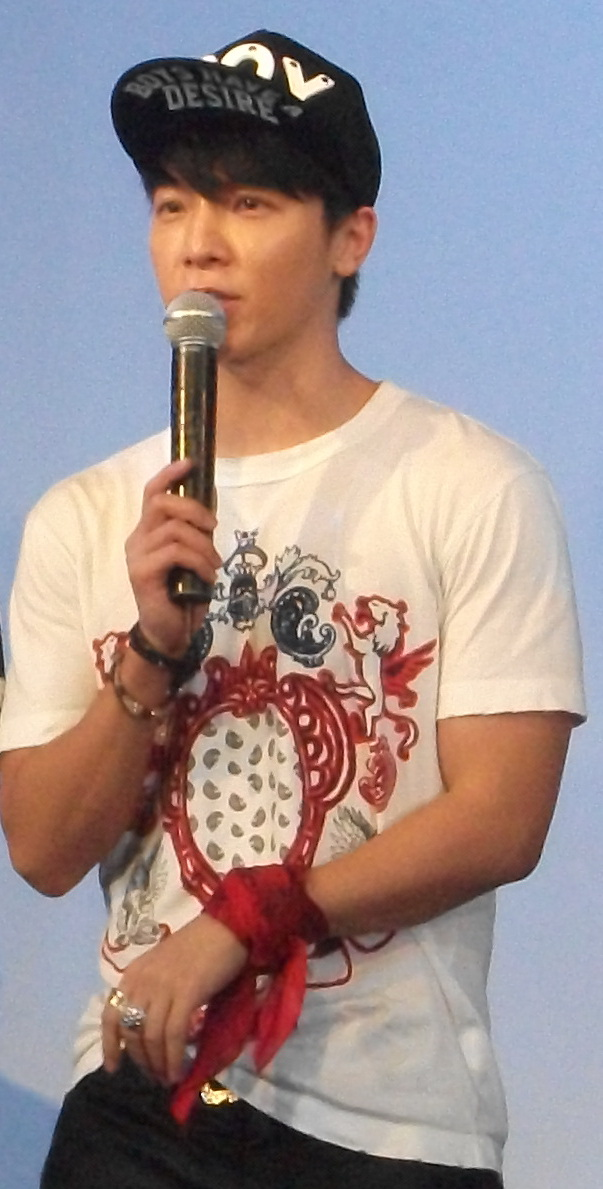
Донхе на пресс конференции в Бангкоке в 2013 году

В мае 2012 года Донхэ получил главную роль в романтической комедии «Ms Panda and Mr Hedgehog», главную женскую роль исполнила актриса Юн Сына. Премьера дорамы состоялась 18 августа 2012 года. Ли Донхэ исполнил главную песню «Plz Don’t», который была опубликована на сайте 20 августа. «Ms Panda and Mr Hedgehog» была переведена на 29 языков на корейском сайте Viki.
В июле 2012 года Super Junior выпустили альбом Sexy, Free & Single, в августе вышло его переиздание — Spy, для которого Донхэ вместе с Итыком написали песню «Only U». 14 декабря 2012 года было объявлено, что Донхэ исполнит главную мужскую роль в фильме «You Belong Here», однако съемки фильма в итоге отложили.
7 января 2013 года Super Junior-M выпустили свой второй альбом «Break Down» вместе с клипом на сингл с одноименным названием.
19 июня 2013 года дуэт Super Junior-D&E выпустил свой второй японский сингл «I Wanna Dance», который также включает в себя трек «Love That I Need» с участием участника Super Junior-M Генри Лау.
Донхэ открыл ресторан быстрого питания под названием «Grill5Taco» в районе Чхондамдон. Открытие состоялось 31 августа 2013 года.
В 2014 году Донхэ снялся в фильме «Слух» и в дораме «Загадки Бога 4».
Super Junior вернулись на корейскую сцену в августе 2014 с альбомом «Mamacita». Донхэ участвовал в написании некоторых песен, таких, как «Shirt». Позднее, в марте 2015 вышел первый полноформатный альбом Super Junior-D&E, «The Beat Goes On», 1 апреля вышел японский мини-альбом «The Present». Количество материала позволило дуэту отправиться в два тура, «Super Junior D&E The 2nd Japan Tour» и «Super Junior-D&E Asia Tour», продлившиеся с апреля по август.
В августе вышел альбом Super Junior «Devil». Донхэ принял участие в написании песен «Don’t Wake Me Up» и «Alright».
2 сентября 2015 SM Entertainemnr объявили, что Донхэ будет служить в качестве полицейского, начиная с 15 октября 2015.

### 2017-настоящее время: Деятельность с Super Junior
Донхэ завершил свою военную службу 14 июля 2017 года после службы в течение 21 месяца. После завершения его обязательной военной службы, он и его коллега Ынхёк, провели встречу поклонников для Super Junior-D&E Hello Again 23 июля в Sejong University Daeyang Hall и приняли участие в SM TOWN Live World Tour VI в Японии 27-28 июля.
27 сентября 2017 года веб-сайт Super Junior начал обратный отсчет до 6 ноября даты их 12-летия объявив его в качестве даты их возвращения для своего 8-го альбома. SJ Returns — Super Junior Real Comeback Story, реалити-шоу с участием группы, разработавшей свой альбом, началось в эфире 9 октября. Донхэ участвовал в производстве альбома, где он написал в соавторстве с Ынхёком и JDUB, а также в соавторстве с JDUB для предварительного выпуска сингла «One More Chance». 30 октября клип на песню «One More Chance» был выпущен в качестве предрелизного трека для грядущего альбома. 6 ноября вышел 8-й альбом Super Junior Play, посвященный 12-летию Super Junior.
В 2017 году Донхэ и Ынхёк объявили о своем возвращении в качестве дуэта группы Super Junior D&E в Японии, где они начнут серию ежемесячных выпусков японских синглов, где они будут выпускать по одной песне каждый месяц, начиная с ноября 2017 года, а к концу 2018 года скомпилируют все выпущенные синглы в полный японский альбом. 29 ноября они выпустили первый японский сингл из серии под названием «Here We Are». Через месяц, 26 декабря, D&E выпустили второй японский сингл под названием «You don’t go». 31 января 2018 года SUPER JUNIOR-D&E выпустили третий японский сингл под названием «If You», написанный Донхэ. 28 февраля SUPER JUNIOR-D&E’s выпустили четвертый японский сингл под названием «Circus». 28 марта дуэт продолжил свою текущую японскую серию, пятый сингл, под названием «Lose It». Музыкальное видео было выпущено в 3 эпизодах. Эпизоды были выпущены 28 марта, 30 марта, и 1 апреля. 2 апреля была выпущена полная версия музыкального видео.
Благодаря успеху SJ Returns, В январе 2018 года Донхэ и его коллеги Super Junior запустили новую программу Super TV,в которой различные развлекательные форматы воссозданы и скручены по-своему. Первый сезон был выпущен с 12 эпизодами были, Донхэ получил прозвище '0-hae' из-за его отсутствия эстрадных навыков.

## Дискография
| Год  | Песня                  | Примечание                     |
| ---- | ---------------------- | ------------------------------ |
| 2010 | «Just Like Now»        | It's Okay, Daddy's Girl OST    |
| 2011 | «Only U»               | As One                         |
| 2011 | «Dreams Come True»     | 8th Asia Song Festival         |
| 2011 | «That’s Love»          | Skip Beat!                     |
| 2012 | «Plz Don’t» «Don’t Go» | Miss Panda and Mr Hedgehog OST |
| 2012 | «Spectrum»             | SM the Performance single      |

## Тексты песен и авторы
| Песня              | Артист(ы)           |
| ------------------ | ------------------- |
| «Y»                | Super Junior        |
| One Love «여행»    | Super Junior        |
| «Beautiful»        | Донхэ               |
| «A Short Journey»  | Super Junior        |
| «I Wanna Love You» | Donghae & Eunhyuk   |
| «Just Like Now»    | Донхэ и Реук        |
| «That’s Love»      | Донхэ и Генри       |
| «Oops!»            | Super Junior        |
| «First Love»       | Донхэ               |
| «Haru»             | Super Junior        |
| «Only U»           | Super Junior        |
| «Loving You»       | Super Junior-K.R.Y. |
| «Promise»          | Kwon Soon Il        |
| «Still You»        | Donghae & Eunhyuk   |
| «1+1=Love»         | Donghae & Eunhyuk   |
| «Growing pains»    | Donghae & Eunhyuk   |
| «Mother»           | Donghae & Eunhyuk   |

## Фильмография

### Фильмы
| Год  | Название                                                 | Роль               |
| ---- | -------------------------------------------------------- | ------------------ |
| 2007 | Attack on the Pin-Up Boys                                | Ultra Super Junior |
| 2010 | Super Show 3 3D                                          | играет сам себя    |
| 2012 | I AM. — SM Town Live World Tour in Madison Square Garden | играет сам себя    |
| 2013 | Super Show 4 3D                                          | играет сам себя    |

### Список дорам
| Год     | Название                   | Роль            |
| ------- | -------------------------- | --------------- |
| 2006    | Mystery 6                  | играет сам себя |
| 2006    | Super Junior Mini-Drama    | играет сам себя |
| 2009    | Stage of Youth             | играет сам себя |
| 2010-11 | It's Okay, Daddy's Girl    | Че Вук Джи      |
| 2011-12 | Skip Beat!                 | Бу По Шан       |
| 2012    | Miss Panda and Mr Hedgehog | Го Сын Джи      |
| 2014    | Загадки Бога 4             | Хан Ши У        |

### Варьете
| Год       | Название                    | Канал |
| --------- | --------------------------- | ----- |
| 2006      | Super Show                  | -     |
| 2006      | Mystery 6                   | Mnet  |
| 2007-2008 | Explorers of the Human Body | SBS   |

### Клипы
| Год  | Песня                           | Артист(ы)                        |
| ---- | ------------------------------- | -------------------------------- |
| 2006 | «Key of Heart (Korean Version)» | BoA                              |
| 2008 | «Kissing You»                   | Girls' Generation                |
| 2009 | «螢火蟲» (Firefly)              | Ариель Лин                       |
| 2009 | «Happy Bubble»                  | Кюхен, Хан Чжи Мин               |
| 2009 | «Moving On»                     | Zhang Liyin                      |
| 2009 | «S.E.O.U.L.»                    | Super Junior & Girls' Generation |
| 2010 | SBS Strong Heart logo song      | Итхык, Шиндон, Ынхек             |